# Ipponico III
Ipponico (in greco antico: Ἱππονίκος?, Hipponíkos; Atene, V secolo a.C. – 424 a.C.) è stato un militare ateniese, figlio di Callia II e padre di Callia III e di Ipparete, più tardi moglie di Alcibiade.
Insieme ad Eurimedonte comandò le forze ateniesi nell'incursione in Beozia (426 a.C.) e fu ucciso nella battaglia di Delio (424 a.C.).